# レジスタンス運動
レジスタンス運動（レジスタンスうんどう、仏: Résistance、英: Resistance）は、権力者や占領軍に対する抵抗運動を指す用語である。レジスタンス集団（レジスタンスしゅうだん）とも称される。

## 概要
「レジスタンス」はそもそも「抵抗」を意味するフランス語の普通名詞（フランス語: résistance）であり、第二次世界大戦のフランス国内でナチスに対して行われた抵抗運動（Résistance intérieure française）は、フランスでは、定冠詞+大文字で始まる「la Résistance　ラ・レジスタンス」と呼ばれている（英語の「The Resistance」に相当）。
第二次世界大戦では、多くの国で、ナチス・ドイツの侵略に対するレジスタンス運動が行われた。特にナチス・ドイツによるフランス占領に対して行われたフランスのレジスタンス運動は最も著名であり、戦時中に多くの作家・詩人・画家等によるレジスタンス運動が見られ、戦後においても政治や文学などで「レジスタンス」は大きな存在として取り扱われるようになった。特に第二次世界大戦以降は、「レジスタンス」という言葉は、異国の軍隊によって占領されることに抵抗する運動を指すようになった。このため「レジスタンス運動」は、第二次世界大戦中、ヨーロッパにおいて枢軸国の侵略に対して行われた抵抗運動を指すのに用いられる。
またドイツ国内における反ナチ運動などもレジスタンス運動として扱われることもある。
1977年以降はジュネーヴ条約の追加議定書等により、一定の交戦法規を遵守する場合、レジスタンスは戦闘員としての待遇を認められるようになった。つまり正式にその正当性が認められるようになったのである。
レジスタンス運動の戦術としては、たとえば、受動的レジスタンス運動、侵略者に対するいやがらせ、サボタージュ、地下出版、武装してのゲリラ戦、パルチザン活動などがある。
レジスタンス運動の成果は様々である。武力闘争の結果、見事に侵略者に勝利することもある。なかには穏健主義・武装放棄に路線変更して政党化の後に合法的に統治機構側に転じた例もある（イスラエル、南アフリカ共和国、ユーゴスラビア、パレスチナ自治政府、アイルランドなど）。

## レジスタンス組織

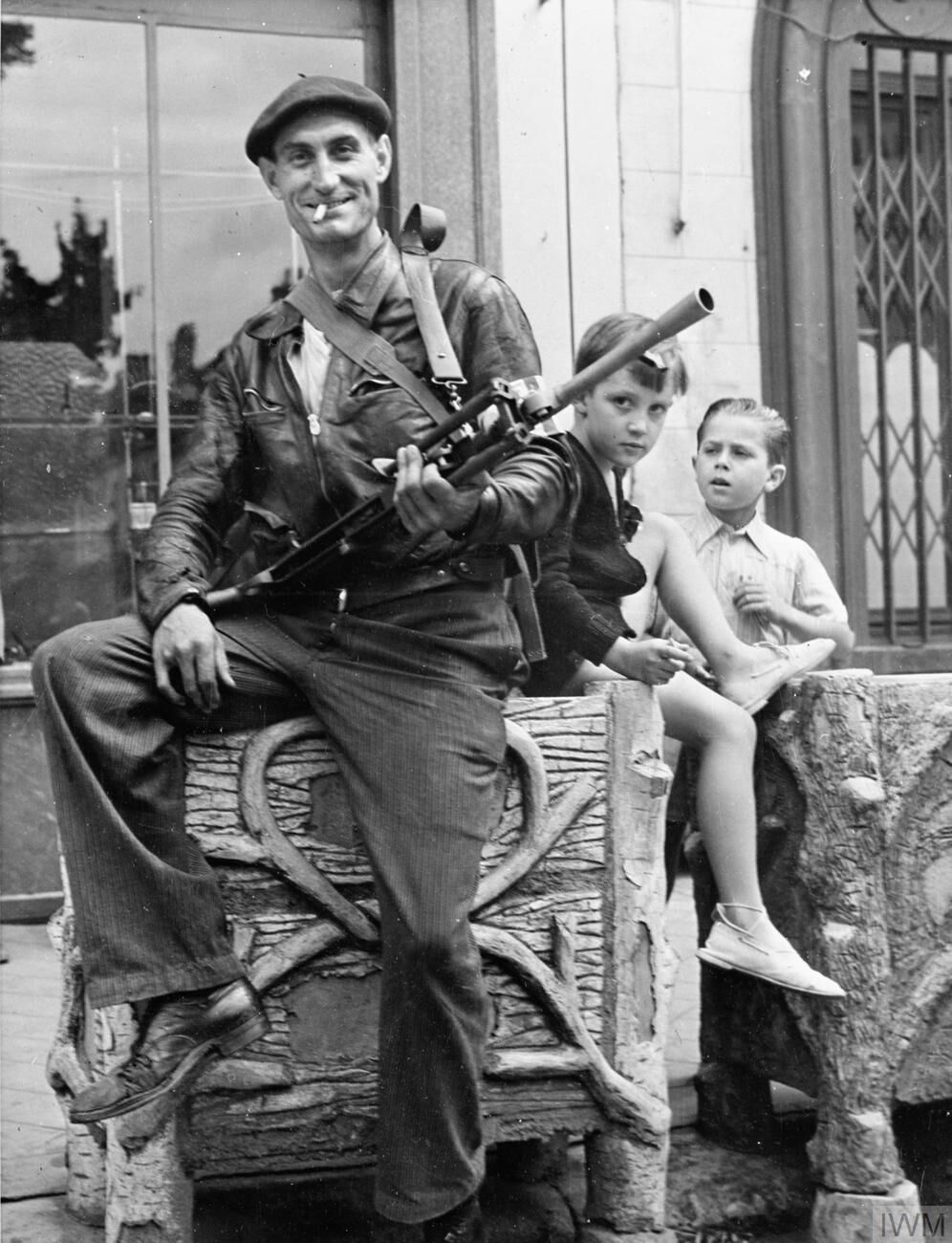
ブレン軽機関銃を手にした、FFI（Forces françaises de l'intérieur フォルス・フランセーズ・ドゥ・ランテリウール のメンバー

### 20世紀以前
- カルボナリ - 19世紀のオーストリア帝国、フランス王国に対抗するイタリア独立派。
- 地下鉄道 (秘密結社)(Underground Railroad) - 南北戦争前のアメリカで、南部の逃亡奴隷を自由州やカナダに秘密裏に移送した地下組織。
- ドイツ義勇軍（学生義勇軍、フライコール） - ドイツを占領したナポレオン率いるフランス軍に対するドイツの学生たちの抵抗組織。

### 大戦間期
- フランスによるルール占領に反対したドイツのレジスタンス。ナチス突撃隊員レオ・シュラゲター (de:Albert Leo Schlageter) らによる。

### 第二次世界大戦
- アルバニア独立運動
- オランダにおけるレジスタンス運動
- ドイツにおけるレジスタンス運動
  - 白いバラ
  - 赤いオーケストラ
  - ヒトラー暗殺計画
- ギリシャにおけるレジスタンス運動
  - ギリシャ内戦#内戦の背景 (1941年 - 1944年)
- ポーランドにおける抵抗運動
  - en:Antyfaszystowska Organizacja Bojowa
  - en:Armia Krajowa（国内軍）、 ポーランドの地下組織
  - en:Armia Ludowa（人民軍）
  - en:Bataliony Chłopskie
  - Brygada Swietokrzyska
  - en:Gwardia Ludowa
  - en:Gwardia Ludowa WRN
  - en:Leśni
  - en:Milicja Robotnicza Polskiej Partii Robotniczej - Wolność, Równość, Niepodległość
  - en:Narodowa Organizacja Wojskowa
  - en:Narodowe Siły Zbrojne
  - en:Obóz Polski Walczącej
  - en:Państwowy Korpus Bezpieczeństwa
  - en:Szare Szeregi
  - en:Żegota（ジェゴタ） ユダヤ人救済委員会
  - en:Związek Odwetu
  - en:Związek Walki Zbrojnej
  - en:Żydowska Organizacja Bojowa, ワルシャワ・ゲットー蜂起に代表されるユダヤ人抵抗運動
  - en:Żydowski Związek Walki
- フランスのレジスタンス（フランス語版、英語版）
  - 自由フランス
  - フランス国内軍
  - マキ (Maquis)
  - コンバ
  - 社会主義行動委員会
  - パリ第4大学
  - 義勇軍
  - 同盟
  - 民兵機構
  - 陸軍抵抗組織（軍人中心）
- ノルウェーにおけるレジスタンス運動
  - ミーロルグ（元軍人中心）、クレッセン（文化人中心）
- デンマークにおけるレジスタンス運動
  - ホルガ・ダンスケ
- イタリアにおけるレジスタンス運動
- ユーゴスラビアにおける抵抗運動
  - ユーゴスラビア共産主義者同盟
  - チェトニク
- チェコにおけるレジスタンス運動（プラハの春）
  - エンスラポイド作戦
- フィリピンにおけるレジスタンス運動
  - フクバラハップ
- スロバキアにおけるレジスタンス運動
  - スロバキア民衆蜂起
- ルーマニアにおける反共レジスタンス運動
- ソ連におけるレジスタンス運動
  - 赤軍パルチザン
- ウクライナにおけるナチス・ドイツおよびソ連、ポーランドに対するレジスタンス運動
  - ウクライナ蜂起軍
- エストニアにおける反ソ連レジスタンス運動
  - 森の兄弟
- 朝鮮・満州におけるレジスタンス運動
  - 抗日パルチザン
- 日本におけるレジスタンス運動
  - 戦前・戦中期日本の言論弾圧の年表を参照。
  - 日本共産党員による獄中闘争（第二次共産党 (日本)を参照。）
  - 大阪商大事件
  - 灯台社
- ドイツ　　
  - ヴェアヴォルフ - ドイツの連合軍占領地におけるナチス・ドイツ主導のレジスタンス運動。
- イギリス　
  - ホーム・ガード、補助隊（英語版） - イギリスにおいてナチス・ドイツによる占領に抵抗するため組織された民兵と特殊部隊。

### 第二次世界大戦後
- アフリカ
  - フランス統治に対してアルジェリア独立戦争に行われたゲリラ組織民族解放戦線（National Libertion Front, FLN）
  - 南アフリカのアパルトヘイト体制に対するアフリカ民族会議（ANC）、汎アフリカ人会議（PAC）
  - サラザール体制下のポルトガル植民地（アフリカおよび東ティモール）における独立運動
  - 独立後のアンゴラにおける毛沢東主義の反ソ組織・アンゴラ全面独立民族同盟 (UNITA)
- アジア
  - 中華人民共和国のチベット自治区におけるチベット青年会議（チベット動乱も参照）、新疆ウイグル自治区における東トルキスタン独立運動、内モンゴルにおける内モンゴル独立運動
  - ソ連占領下のアフガニスタンにおけるムジャヒディン
  - タイにおけるパタニ独立派パタニ連合解放組織
  - 東ティモールにおけるインドネシアに対する独立運動
  - スリランカ北部におけるタミル人独立派タミル・イーラム解放のトラ
  - 北朝鮮における自由青年同志会などの反体制運動。2010年、韓国の国内で生活する脱北者らが北朝鮮の現体制を打倒を目指して北韓人民解放戦線を結成。2019年には脱北者支援団体と見られている千里馬民防衛が自由朝鮮と名称変更し金正恩政権打倒を目指すと宣言。2024年にも新しい朝鮮（新朝鮮）を名乗る団体が新たにレジスタンス活動を開始した[6]。
  - ミャンマーの国家平和発展評議会政権を批判し民主化を呼びかける国民民主連盟とビルマ連邦国民連合政府。2007年ミャンマー反政府デモ
- 中東
  - イスラエルのレバノン侵攻に対するヒズボラなどの民兵組織、またパレスティナ占領に対するインティファーダ、PLO・ハマスなどのパレスチナゲリラ
  - イラクやトルコにおけるクルド人独立派（PKKクルド労働者党）
  - 米軍を中心とした多国籍軍によるイラク侵略
  - ロシア統治下のチェチェン共和国独立派ゲリラ
- 中南米
  - ニカラグアのサンディニスタ政権に対する反共民兵コントラ
  - キューバの親米バチスタ政権打倒、これに対するキューバ系アメリカ人財団によるカストロ打倒・再資本主義化運動
- ヨーロッパ
  - 北アイルランドにおけるIRAによる連合王国からの独立・アイルランド共和国への統合運動
  - スペイン北部やフランスにおけるバスク祖国と自由
  - 2022年ロシアのウクライナ侵攻に対するウクライナ軍とウクライナの民間人の抵抗運動

## レジスタンス活動家
- ロベール・レモアン
- フレッド・クレール・スカマローニ
- ブリュノ・ララ
- リディ・バスティアン
- リュシー・オブラック
- ベルティー・アルブレヒト
- ナンシー・ウェイク
- アブド・アルカーディル